# Mario Draghi
Mario Draghi (Rim, 3. rujna 1947.) talijanski je ekonomist i bivši Predsjednik vlade Republike Italije od 13. veljače 2021. do 22. listopada 2022. Ranije je obnašao dužnosti predsjednika Europske središnje banke između 2011. i 2019. te predsjednika Odbora za financijsku stabilnost od 2009. do 2011. i guvernera Banke Italije od 2005. do 2011. godine.
Draghi je prethodno radio u Goldman Sachsu od 2002. do 2005. godine. Godine 2014. proglašen je 8. najmoćnijom osobom na svijetu po izboru Forbesa. Časopis Fortune 2015. ga je rangirao kao drugog najvećeg svjetskog vođu. U svibnju 2019. Paul Krugman opisao ga je kao "[vjerojatno] najvećeg središnjeg bankara modernog doba".

## Rani život i obrazovanje
Mario Draghi je rođen u Rimu. Njegov otac Carlo, također ekonomist, radio je u Banci Italije od 1922. godine, kasnije u Institutu za industrijsku obnovu (talijanski: Istituto per la ricostruzione industriale - IRI) i na kraju Banca Nazionale del Lavoro. Njegova majka Gilda Mancini bila je apotekarka. Mario je najstarije od troje djece, ima sestru Andreinu koja radi kao povjesničarka umjetnosti i brata Marcella koji je poduzetnik. Studirao je na Institutu Massimiliano Massimo i diplomirao na Sveučilištu La Sapienza pod mentorstvom Federica Caffèa sa svojim radom pod nazivom "Ekonomska integracija i promjene tečaja" (talijanski: "Integrazione economica e variazione dei tassi di cambio"). Potom je 1976. godine doktorirao na području ekonomskih znanosti na Massachusetts Institute of Technology, s radom pod naslovom "Eseji o ekonomskoj teoriji i primjene", pod mentorstvom Franca Modiglianija i Roberta Solowa.

## Karijera
Draghi je radio kao redoviti profesor na Fakultetu političkih znanosti Cesare Alfieri Sveučilišta u Firenci od 1981. do 1994. godine i član je Instituta za politiku na Vladinoj školi John F. Kennedy na Sveučilištu Harvard (2001.).
Od 1984. do 1990. bio je talijanski izvršni direktor u Svjetskoj banci. Godine 1991., na inicijativu tadašnjeg ministra Guida Carlija, postao je generalni direktor talijanske riznice i obnašao je tu dužnost do 2001. Tijekom svog rada u riznici, predsjedavao je odborom koji je revidirao talijansko korporativno i financijsko zakonodavstvo i izradio zakon koji uređuje talijanska financijska tržišta. Također je bivši član uprave nekoliko banaka i korporacija (Eni, Institut za industrijsku obnovu, Banca Nazionale del Lavoro i IMI).
Draghi je tada bio potpredsjednik i izvršni direktor investicijske banke Goldman Sachs International i član upravnog odbora za cijelu tvrtku (2002. – 2005). Radio je na europskoj strategiji i razvoju tvrtke s velikim europskim korporacijama i vladama. Nakon otkrića izvantržišnih swapova koje je Grčka koristila uz pomoć Goldman Sachsa, rekao je da "ne zna ništa" o ovom poslu i da "nema nikakve veze" s njim. Dodao je da su "sporazumi između grčke vlade i Goldman Sachsa bili sklopljeni prije [njegovog] pridruživanja [tvrtci]."
Draghi je povjerenik Instituta za napredne studije na sveučilištu Princeton u New Jerseyu, a također i Instituta Brookings u Washingtonu.
U svojstvu guvernera Banke Italije bio je član Upravnog i Općeg vijeća Europske središnje banke i član Upravnog odbora Banke za međunarodna poravnanja. Obnaša dužnost i guvernera Italije u odborima guvernera Međunarodne banke za obnovu i razvoj i Azijske banke za razvoj.
U prosincu 2005. Draghi je imenovan guvernerom Talijanske banke a u travnju 2006. izabran je za predsjednika Foruma za financijsku stabilnost. Ova organizacija je promijenila naziv u Odbor za financijsku stabilnost u travnju 2009. u ime G20, okupljajući predstavnike vlada, središnjih banaka i državnih nadzornih institucija i financijskih tržišta, međunarodnih financijskih institucija, međunarodnih udruga regulatornih tijela i nadzora i odbora stručnjaka središnjih banaka. Cilj joj je promicati međunarodnu financijsku stabilnost, poboljšati funkcioniranje tržišta i smanjiti sistemski rizik razmjenom informacija i međunarodnom suradnjom između supervizora.
Dana 5. kolovoza 2011. napisao je, zajedno s bivšim guvernerom ECB-a, Jean Claudeom Trichetom, pismo talijanskoj vladi u kojem zahtijeva provedbu niza ekonomskih reformi koje bi hitno trebale biti provedene u Italiji.
Dana 13. veljače 2021. Mario Draghi je izabran za predsjednika vlade Republike Italije.

## Europska središnja banka

### Kandidatura
Draghi se često spominjao kao potencijalni nasljednik Jean-Claudea Tricheta, čiji je mandat predsjednika Europske središnje banke završavao u listopadu 2011. Tada je u siječnju 2011. godine njemački tjednik Die Zeit izvijestio, pozivajući se na visoko rangirane političare u Njemačkoj i Francuskoj, da je "malo vjerojatno" da će Draghi biti izabran za Trichetova nasljednika. Međutim, u veljači 2011. situacija se dodatno zakomplicirala kada je izviješteno da glavni njemački kandidat Axel Weber ne prihvaća kandidaturu, oživljavajući tako vjerojatnost izbora ostalih kandidata.  Dana 13. veljače 2011., pomoćni urednik Financial Timesa Wolfgang Münchau napisao je da je Draghi najbolji kandidat za tu poziciju. Nekoliko dana kasnije The Economist je napisao da bi "sljedeći predsjednik druge najvažnije svjetske središnje banke trebao biti Mario Draghi". Dana 20. travnja 2011. Wall Street Journal izvijestio je da je " Wolfgang Schäuble, njemački ministar financija, bio otvoren prema ideji da gospodin Draghi bude predsjednik ECB-a". Nekoliko dana kasnije njemački list Bild priklonio se izboru Draghija definirajući ga "najviše njemačkim od svih preostalih kandidata". Suprotno prijašnjim signalima iz francuskog establišmenta, 25. travnja objavljeno je da predsjednik Nicolas Sarkozy vidi Draghija kao punopravnog i adekvatnog kandidata za taj posao.
Dana 17. svibnja 2011. Vijeće Europske unije - zasjedajući kao Ecofin - usvojilo je preporuku o nominiranju Draghija za predsjednika ECB-a. Europski parlament i ECB odobrili su a europski čelnici potvrdili su njegovo imenovanje 24. lipnja 2011. godine. Draghi je počeo voditi instituciju sa sjedištem u Frankfurtu kad je Trichetu istekao neobnovljivi osmogodišnji mandat 31. listopada 2011. Draghijev mandat trajao je od 1. studenog 2011. do 31. listopada 2019. kad ga je na toj poziciji naslijedila francuska ekonomistica i pravnica Christine Lagarde. Iako je Francuska dugo podržavala Draghijevu kandidaturu, suzdržala se od imenovanja do pred sam kraj, inzistirajući da Lorenzo Bini Smaghi, talijanski dužnosnik u šestočlanom odboru ECB-a, ustupi svoje mjesto u odboru francuskom predstavniku.
Tijekom kandidature izražena je i zabrinutost zbog Draghijevog prošlog zaposlenja u investicijskoj banci Goldman Sachsu Pascal Canfin (europarlamentarac) ustvrdio je da je Draghi sudjelovao u swao transakcijama za europske vlade, posebno grčke, pokušavajući prikriti ekonomski status svojih zemalja. Draghi je na saslušanjima za nominaciju za Europski parlament 2011. odgovorio da su dogovori "poduzeti prije mog pridruživanja Goldman Sachsu [i] nisam imao nikakve veze s njima".

### Predsjedavanje, gašenje dužničke krize u Eurozoni i rečenica "whatever it takes..."
U prosincu 2011. Draghi je nadgledao trogodišnji program zajma ECB-a europskim bankama u iznosu od 489 milijardi EUR (640 milijardi USD). Program je bio približno iste veličine kao i Američki program za pomoć u nevolji (2008.), premda je i dalje mnogo manji od ukupnog američkog odgovora, uključujući kupnju imovine od strane Federalnih rezervi i druge mjere tog doba. Draghijev ECB također je promptno "ukinuo dva bezumna povećanja kamatnih stopa koja je učinio njegov prethodnik... Trichet [i] ... pojačao kupnju obveznica onih zemalja eurozone koje su u dužničkoj krizi", napisao je komentator Steve Goldstein sredinom siječnja 2012. U to su vrijeme "Draghi i svi njegovi kolege (odluka je bila jednoglasna) odlučili ne smanjiti cijenu zajmova iz privatnog sektora [ispod 1% postignutih "ukidanjem"], čak i kada su predviđanja pada inflacije ispod ciljane vrijednosti od 2% do kraja godine."
Krajem veljače 2012., pod njegovim predsjedanjem pokrenut je drugi, nešto veći krug zajmova ECB-a europskim bankama, nazvan operacija dugoročnog refinanciranja (LTRO), usporedivu s ubrizgavanjem sredstava mjerama kvantitativnog popuštanja od strane FED-a u SAD-u i Instrumenta za kupnju imovine Banke Engleske.
U srpnju 2012., usred obnovljenog straha od dužničke krize u eurozoni, Draghi je u panel raspravi pred novinarima izrekao rečenicu po kojoj će njegov mandat ostati upamćen: da je ECB "... spreman učiniti sve što je potrebno za očuvanje eura. I vjerujte mi, bit će dovoljno." Ova je izjava smirila financijska tržišta i dovela do pada prinosa na obveznice (pada troškova zaduživanja) za zemlje eurozone, posebno za Španjolsku, Italiju i Francusku. U svjetlu sporog političkog napretka u rješavanju krize eurozone, Draghijeva se izjava smatra glavnom prekretnicom u rješavanju krize eurozone.
U travnju 2013. Draghi je odgovorio na pitanje u vezi s prednostima i nedostacima članstva u eurozoni da "Ova pitanja formuliraju ljudi koji uvelike podcjenjuju što euro znači za Europljane, za euro područje. Oni znatno podcjenjuju politički kapital koji je uložen u euro."
Godine 2015., u nastupu pred Europskim parlamentom, Draghi je rekao da je budućnost eurozone ugrožena ako se zemlje članice djelomično ne odreknu neovisnosti i ne stvore više paneuropskih vladinih institucija. "Još nismo dosegli fazu prave monetarne unije", rekao je predsjednik središnje banke Mario Draghi u govoru Europskom parlamentu u Bruxellesu. "Neuspjeh zemalja eurozone da usklade svoje ekonomije i stvore jače institucije", rekao je, "riskira se pretvoriti u dugoročni neuspjeh monetarne unije kad se ona suoč s jakim ekonomskim šokom". Gospodin Draghi često je pozivao vlade eurozone da učine više na poboljšanju svojih gospodarskih performansi, na primjer preinakom restriktivnih propisa o radu.
Draghi je 10. ožujka 2016. izazvao val polemika o konceptu "novca od helikoptera " nakon što je na tiskovnoj konferenciji izjavio da smatra da je taj koncept "vrlo zanimljiv":
"Zapravo nismo razmišljali ni razgovarali o novcu od helikoptera. To je vrlo zanimljiv koncept o kojem sada raspravljaju akademski ekonomisti u raznim krugovima. Ali još uvijek nismo proučavali taj koncept. Prima facie, očito uključuje složenost, kako računovodstvenu tako i pravnu, ali naravno pod ovim pojmom "novac od helikoptera" može podrazumijevati mnogo različitih stvari, pa to moramo vidjeti."

## Kriza talijanske vlade 2021.
Između prosinca 2020. i siječnja 2021. pojavile su se tenzije unutar talijanske vladajuće koalicije, dok su premijer Giuseppe Conte i bivši premijer Matteo Renzi zauzeli suprotne stavove o upravljanju pandemijom COVID-19 u Italiji, kao i o njezinim dubokim ekonomskim posljedicama. Dana 13. siječnja Renzi je najavio ostavku dvoje ministara u vladi iz svoje stranke Italia Viva, što je izazvalo krah vlade Contea. Dana 26. siječnja, nakon dana neuspješnih pregovora s političkim strankama, Conte je predsjedniku Mattarelli predao ostavku na mjesto premijera. 
Dana 2. veljače 2021., nakon neuspjelih konzultacija između stranaka o formiranju nove vlade, predsjednik Mattarella najavio je da će pozvati Draghija u palaču Kvirinal, s namjerom da mu da zadatak da formira tehnokratsku vladu. Sljedećeg dana Draghi je prihvatio zadatak formiranja nove vlade i započeo konzultacije sa stranačkim čelnicima. Draghi je brzo osigurao potporu lijevog centra Demokratske stranke (PD), centrističke Italije Vive (IV), ljevičarske Slobodne i jednake (LeU) i drugih malih liberalnih i centrističkih stranaka. Nakon početnog odgađanja, Matteo Salvini, čelnik desničarske Lige, i Silvio Berlusconi, čelnik desnog centra Forza Italia, zajednički su najavili da će i oni podržati Draghija. Konačno, 11. veljače, članstvo u Pokretu pet zvijezda (M5S) odobrilo je stranačku podršku Draghiju, s 59,3% članova stranke koji su glasali za ulazak u novu vladu.

## Premijer Italije 2021. - danas
Draghi je 12. veljače predstavio članove svog kabineta, u kojem su bili predstavnici svih gore navedenih političkih stranaka, kao i brojni neovisni i tehnokrati. Sljedeći dan Draghi je položio prisegu kao novi premijer. Draghijev je kabinet opisan kao vlada nacionalnog jedinstva u brojnim vijestima nakon njegove objave. 
Draghiju je 17. veljače izglasao povjerenje u Senatu, s 262 glasa za, 40 protiv i 2 suzdržana. Sljedećeg je dana dobio daljnje glasovanje o povjerenju u Zastupničkom domu s 535 glasova za, 56 protiv i 5 suzdržanih; ta je marža predstavljala jednu od najvećih ikad većinskih u povijesti Talijanske Republike. Tijekom svog prvog govora na mjestu premijera u oba doma talijanskog parlamenta, Draghi je izjavio da će Italija nastala nakon pandemije COVID-19 morati proći razdoblje obnove slično Italiji nakon Drugog svjetskog rata i da će to biti odgovornost njegove vlade da započne ovaj proces. Također je naglasio da će njegova vlada zauzeti snažno proeuropsko stajalište, te naglasio važnost ostanka Italije u Eurozoni.

## Kritika
Draghi je član Grupe tridesetorice koju je osnovala Zaklada Rockefeller. Iz tog razloga optužen je za sukob interesa u poziciji predsjednika ESB-a. Draghi je s više strana bio kritiziran jer se njegov nekadašnji rad u Goldman Sachsu vidi kao sukob interesa.
Počevši od 2013. godine, Draghi je kritiziran u kontekstu skandala oko banke Banca Monte dei Paschi di Siena (MPS) koja je sklapala vrlo rizične poslove.

## Nagrade
- Počasno priznanje za statistiku 2009. (Sveučilište u Padovi)[49]
- 2010. počasni magistar poslovne administracije (Vicenza, zaklada CUOA)[50]
- 2013. počasna diploma iz politologije (Libera Università Internazionale degli Studi Sociali Guido Carli, Rim)[51]
- Počasni doktorat 2017. (Sveučilište u Tel Avivu)[52]
- Počasni doktorat ekonomije iz 2018. (Sant'Anna School of Advanced Studies, Pisa)[53]
- Počasna diploma iz prava 2019. (Sveučilište u Bologni))[54]
- Počasna diploma iz ekonomije 2019. ( Katoličko sveučilište Svetog srca, Rim)[55]
- 2020. Papa Franjo imenovao ga je redovnim članom Papinske akademije društvenih znanosti.[56]

## Daljnje čitanje
- Blackstone, Bryan. 2. listopada 2012. How ECB Chief Outflanked German Foe in Fight for Euro. The Wall Street Journal. Dow Jones & Company
- Bahaa Monir, DEFLACIJA EUROPE: IMAGINATIVNI RIZIK I IZMIŠLJENE POLITIKE (Kako predsjednik Mario Draghi gleda na negativne kamatne stope, kvantitativni program ublažavanja i deflaciju u Europi.) - ORCA Forex

## Vanjske poveznice
- Profil (uključuje fotografiju)  Arhivirana inačica izvorne stranice od 14. travnja 2019. (Wayback Machine) na mrežnoj stranici Europskog instituta za korporativno upravljanje.
- Europska središnja banka mrežne stranice
- Mario Draghi - 100 najutjecajnijih ljudi na svijetu: 2012.  Arhivirana inačica izvorne stranice od 21. travnja 2012. (Wayback Machine) časopis TIME  Arhivirana inačica izvorne stranice od 21. travnja 2012. (Wayback Machine)